# Den britiske udstilling i København 1955
Den britiske udstilling i København 1955 er en film af ukendt instruktør.
Dronning Ingrid besøger Lottekorpset på Gavnø, pigespejderne på lejren i Roden, The British Exhibition in Copenhagen 1955.